# Quedius lateralis
Quedius lateralis är en skalbaggsart som först beskrevs av Johann Ludwig Christian Gravenhorst 1802.  Quedius lateralis ingår i släktet Quedius, och familjen kortvingar. Arten är reproducerande i Sverige.

## Bildgalleri

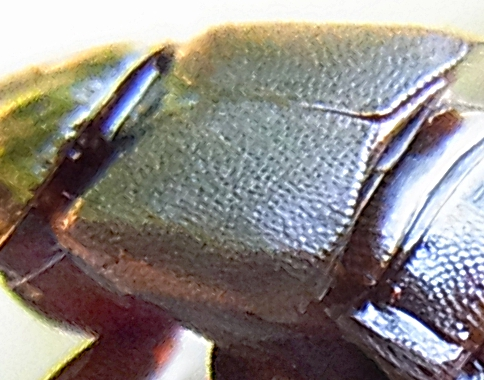